# Арефино (Камешковский район)
Арефино — деревня в Камешковском районе Владимирской области России, входит в состав Вахромеевского муниципального образования.

## География
Деревня расположена в 4 км на северо-восток от центра поселения посёлка Имени Горького, в 17 км на север от райцентра Камешково.

## История
В XIX — первой четверти XX века деревня входила в состав Вознесенской волости Ковровского уезда, с 1926 года — в составе Тынцовской волости. В 1859 году в деревне числилось 64 двора, в 1905 году — 76 дворов, в 1926 году — 138 дворов.
С 1929 года деревня являлась центром Арефинского сельсовета Ковровского района, с 1940 года — в составе Вахромеевского сельсовета Камешковского района, с 2005 года — в составе Вахромеевского муниципального образования.

## Население
| 1859 | 1905 | 1926 | 2002 | 2010 | 2021 |
| ---- | ---- | ---- | ---- | ---- | ---- |
| 382  | ↗549 | ↗714 | ↘39  | ↘38  | ↘33  |